# Pedro Baldanza
Pedro Augusto Baldanza (Rio Grande do Sul, 6 de março de 1953 - São Paulo, 28 de outubro de 2019), mais conhecido como Pedrão, foi baixista e contrabaixista brasileiro. 
Participou de diversas bandas importantes no Brasil desde a década de 1970, como as de ,Perfume Azul do Sol, Elis Regina, Ney Matogrosso, Sá & Guarabira e Zizi Possi. Som nosso de cada dia.

## Biografia
Iniciou seus estudos musicais aos sete anos de idade, em Gravataí, no Rio Grande do Sul. Em 1969 foi para São Paulo, tendo, na época, formado a banda Enigmas, que acabou se tornando a banda de apoio dos Novos Baianos. Em seguida, deixou o Enigmas/Novos Baianos e ingressou na banda Perfume Azul do Sol. 
Na década de 1970 participou ativamente da música progressiva, uma vertente do rock derivada da música erudita contemporânea, com o grupo Som Nosso de Cada Dia.
No inicio dos anos 80 trabalhou com vários ícones da MPB como Elis Regina, Gal Costa, Ney Matogrosso, Marina Lima, Simone, João Donato, Erasmo Carlos, Chico Buarque, Raul Seixas, Fafá de Belém, Lobão e Rosa Maria Collins, além de ter participado de inúmeras gravações como contrabaixista com estes e vários outros artistas nacionais e internacionais. Atuou como contrabaixista ao lado de Sá & Guarabyra e de vários artistas nacionais.

De 2004 a 2012 formou o Duo Caramuru-Baldanza, juntamente com o pianista Fábio Caramuru, realizando um trabalho autoral inovador reconhecido no exterior.